# Sergio Grecco
Sergio Alejandro Greco (Buenos Aires, 31 de agosto de 1970) es un exfutbolista argentino que se desempeñaba como arquero.

## Clubes
| Club                  | País      | Año       | Partidos |
| --------------------- | --------- | --------- | -------- |
| Temperley             | Argentina | 1985-1991 | 21       |
| Argentino (Rosario)   | Argentina | 1991-1992 | 0        |
| Arsenal Fútbol Club   | Argentina | 1993-1994 | 0        |
| Deportivo Moron       | Argentina | 1995-1996 | 0        |
| Deportivo Palestino   | Chile     | 1996-1997 | ?        |
| San Martín (San Juan) | Argentina | 1997-1998 | ?        |